# Enrique Alfaro
Enrique Alfaro Rojas (11 de dezembro de 1974) é um ex-futebolista profissional mexicano que atuava como meia.

## Carreira
Enrique Alfaro representou a Seleção Mexicana de Futebol nas Olimpíadas de 1996.